# Махалангур-Химал
Махалангу́р-Хима́л (непальск. महालङ्गूर हिमाल, Mahālaṅgūra himāla) — высочайший горный хребет на Земле.
Находится в Гималаях на границе Непала и Китая (Тибетский автономный район).
Простирается от перевала Нангпа-Ла между хребтом Ролвалинг-Гимал и восьмитысячником Чо-Ойю на восток до реки Арун.
В хребет входят восьмитысячники Джомолунгма (8848 м), Лхоцзе (8516 м), Макалу (8481 м) и Чо-Ойю (8201 м).
С тибетской стороны хребта стекают ледники Ронгбук и Кангшунг, с непальской стороны — ледники Барун, Нгоджамба, Кхумбу и др. Все — притоки реки Коси через реку Арун на севере и востоке или Дудх-Коси на юге.
Горный хребет Махалангур-Химал может быть подразделён на 3 части:
- Макалу — самый близкий к реке Арун и по границе Непала с Тибетом, включая восьмитысячник Макалу (8481 м), вершинами Джомолонзо (7804 м) в Тибете, Макалу II (7678 м), Пиком 7199 и приблизительно 10 другими вершинами высотой более 6 км.
- Барун-Химал на юг в Непале с вершинами Чамланг (7321 м) и Чамланг Восточным (7235 м), Пиком 7316, Барунцзе (7129 м), Ама-Даблам (6812 м) и приблизительно 17 другими высотой более 6 км.
- Кхумбу-Химал по границе Непала с Тибетом к западу от массива Макалу, включая горный массив Эвереста: Джомолунгма (8848 м), Лхоцзе (8516 м), Нупцзе (7861 м), Чангзе (7543 м), Пумори (7161 м) и Чо-Ойю (8201 м), а также около 20 других вершин высотой более 7 км и 36 высотой более 6 км[1].

Кхумбу является наиболее известной частью Махалангур-Химал, так как находится на пути доступа по нормальному (Южная вершина) маршруту на Эверест. По нему впервые прошло восхождение на Эверест.